# Marguerite Clark
Marguerite Clark (Avondale (Cincinnati, Ohio), 22 februari 1883 - Hollywood (Californië), 25 september 1940) was een Amerikaans actrice.

## Biografie
Clark kreeg haar schooldiploma toen ze pas 16 jaar oud was en ging vervolgens het theater in. Clark bereikte Broadway in 1900. Ze was hier lang te zien. Haar hoogtepunt bereikte ze toen ze in 1912 naast John Barrymore in The Affairs of Anatol te zien was. In 1914 begon ze ook een filmcarrière.
Ze was al 31 jaar oud toen ze nog een filmcarrière begon. Door haar lengte (1.47 meter) en jonge uitstraling kreeg ze desondanks een succesvolle carrière. In 1916 speelde Clark voor het eerst Sneeuwwitje in Snow White.
In 1918 kwam ze opnieuw terug toen ze in Uncle Tom's Cabin te zien was. Clark was voor het laatst in een film te zien in 1921. Ze stierf in 1940 aan een longontsteking.

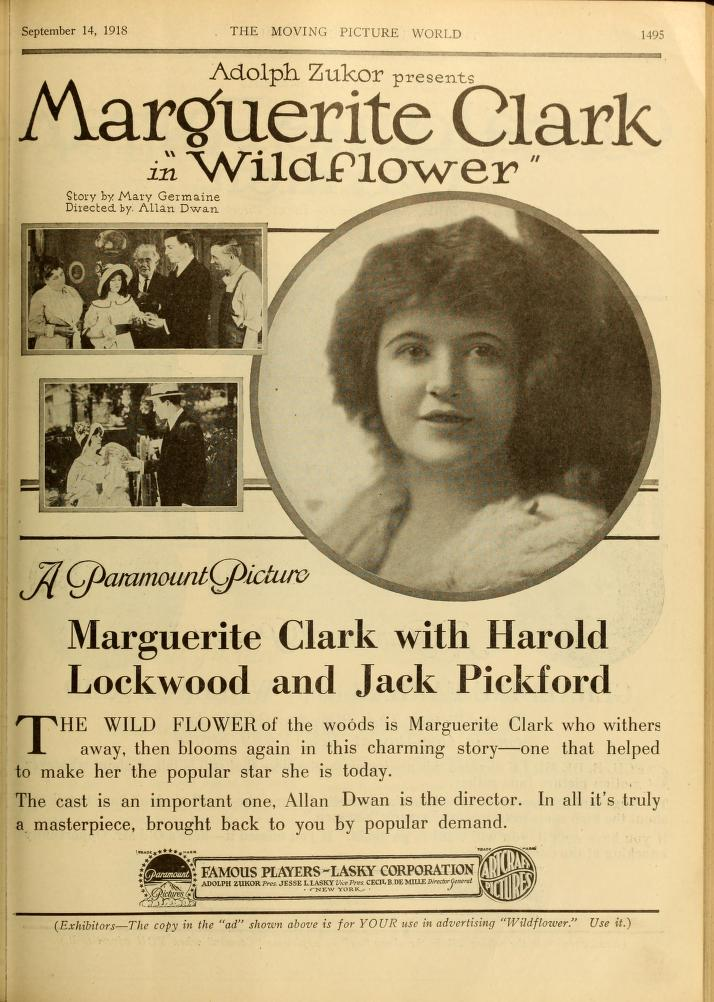
Wildflower (1914)
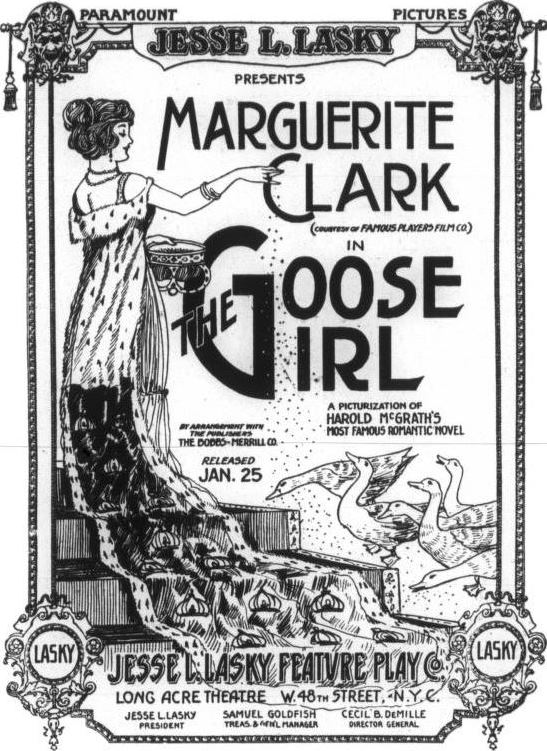
The Goose Girl (1915)
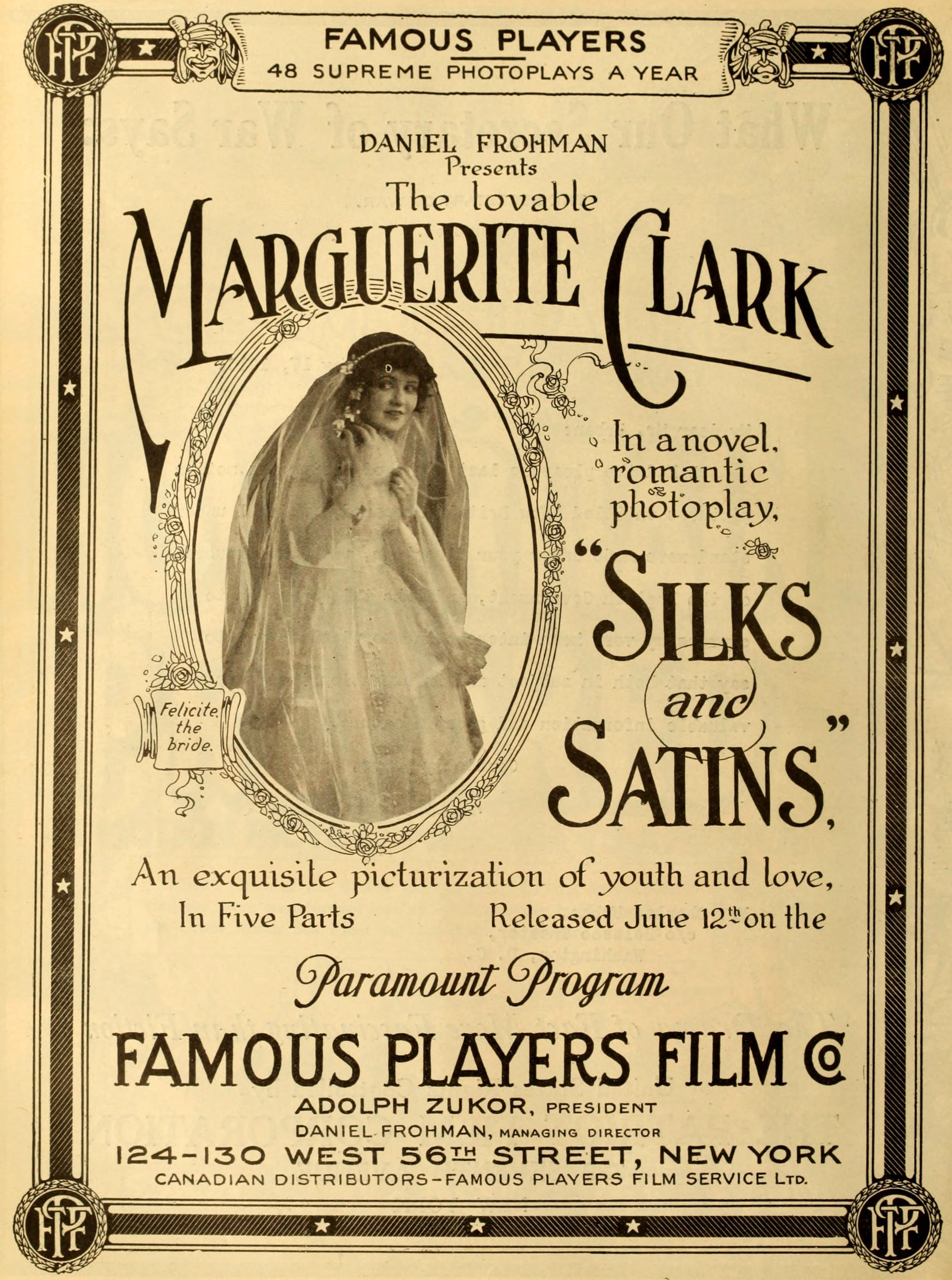
Silks and Satins (1916)
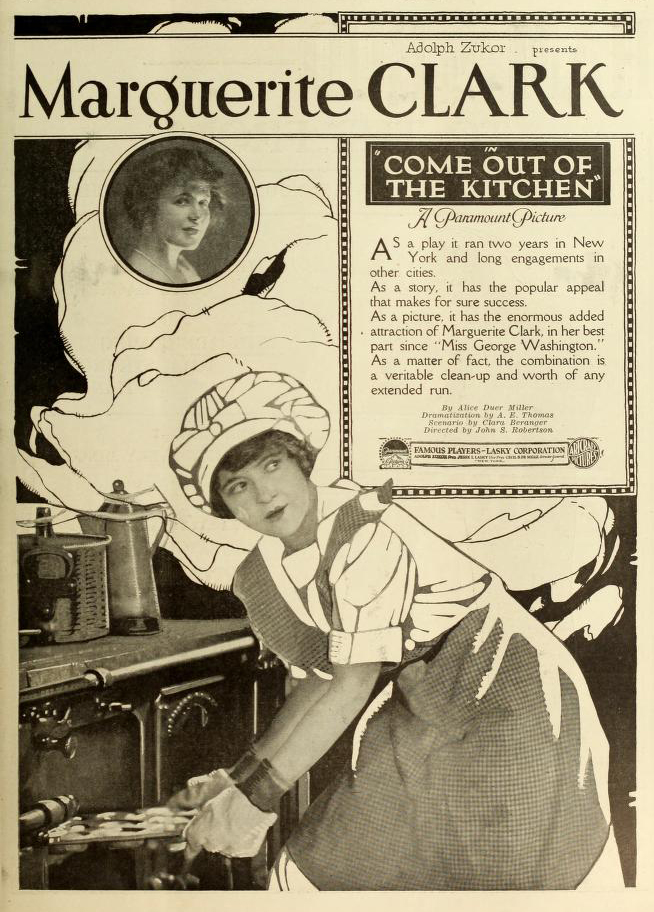
Come Out of the Kitchen (1919)

- Bibliothèque nationale de France: cb161875404 (data)
- Gemeinsame Normdatei: 1134893744
- International Standard Name Identifier: 0000 0000 7733 1028
- Library of Congress Control Number: n81051954
- Nationale Bibliotheek van Tsjechië: xx0153219
- SNAC: w6031jbb
- Virtual International Authority File: 25924814
- WorldCat: E39PBJr3xkpgFdVCVMgTtfRYfq